# Disput (Zeitschrift)
Disput war eine seit Juli 1990 monatlich erscheinende Mitgliederzeitschrift der Partei Die Linke. Sie wurde vom Parteivorstand herausgegeben und erschien jeden dritten Freitag im Monat. Sie war die Nachfolgezeitschrift der von 1973 bis Juni 1990 erschienenen SED-/PDS-Parteizeitschrift Was und wie.
Für das Blatt arbeitete als Fotoreporter Ulrich Burchert.
Im Februar 2020 wurde die Zeitschrift eingestellt, weil sie nur von einem äußerst geringen Teil der Mitglieder abonniert wurde.